# Liste des chaînes de télévision au Bénin
Pour les autres articles nationaux ou selon les autres juridictions, voir Liste de chaînes de télévision par pays.

## Liste des chaînes de télévision
Cet article présente la liste des chaînes de télévision au Bénin, disponibles actuellement ou anciennement, sur la télévision numérique terrestre, le satellite, l'analogie ou le web.

## Chaînes nationales
Le Bénin dispose de 3 chaînes de télévisions nationales qui émettent depuis le territoire,,,.

### Généralistes
| Chaîne   | Lieu de diffusion | Propriétaire | Création        | HD  | Commentaire |
| -------- | ----------------- | ------------ | --------------- | --- | ----------- |
| Bénin TV | SRTB, Bénin       | SRTB         | 8 novembre 2023 | Oui |             |

### Jeunesse
| Chaîne           | Propriétaire | Création | HD  |
| ---------------- | ------------ | -------- | --- |
| Bénin TV Juniors | Bénin        | 2013     | Oui |

## Chaînes disparues
Plusieurs chaînes de télévision béninoises sont créées puis ont arrêté d'émettre. Voici quelques-unes:
| Chaîne            | Propriétaire | Création | Disparition | Commentaire |
| ----------------- | ------------ | -------- | ----------- | ----------- |
| LC2 International |              | 1997     | 1997        |             |